# Uršak
Uršak (baškirsky Өршәк, rusky Уршак) je řeka v Baškortostánu v Rusku. Je 193 km dlouhá. Povodí má rozlohu 4 230 km².

## Průběh toku
Ústí zleva do Belaji (povodí Kamy) na 504 říčním kilometru.

## Vodní režim
Zdrojem vody jsou převážně sněhové srážky. Průměrný roční průtok vody činí 13,5 m³/s. Zamrzá v listopadu a rozmrzá na konci dubna až v květnu.